# Puelieae
Puelieae é uma tribo da subfamília Puelioideae.

## Gêneros
- Puelia